# Rodolphe Ackermann
Pour les articles homonymes, voir Ackermann.
 (février 2017).
Rodolphe Ackermann (en allemand : Rudolph Ackermann), né le 20 avril 1764 à Stollberg (Électorat de Saxe) et mort le 30 mars 1834 à Finchley (Londres), est un libraire, inventeur, lithographe, éditeur et homme d'affaires anglo-allemand.

## Biographie
Il a fréquenté l'école latine de Stollberg, mais son désir d'étudier à l'université a été rendu impossible par son manque de moyens financiers, et il est devenu un sellier comme son père,.
Il a travaillé comme sellier et constructeur dans différentes villes allemandes, puis a déménagé à Paris, puis à Londres, où en 1795 il a établi une imprimerie et une école de dessin dans Le Strand. Rodolphe Ackermann a mis en place une presse lithographique et a commencé un commerce dans les tirages. Plus tard, il a commencé à fabriquer des couleurs et du papier carton épais pour les peintres paysagistes et miniatures.
En 1801, il a breveté une méthode pour rendre le papier et le tissu imperméable à l'eau et a érigé une usine à Chelsea pour le faire. Il fut l'un des premiers à illuminer ses propres locaux avec du gaz. En effet, l'introduction de l'éclairage par le gaz lui devait beaucoup. Après la bataille de Leipzig, Rodolphe Ackermann a recueilli près d'un quart de million de livres sterling pour les victimes allemandes. Il a également breveté la géométrie directionnelle d'Ackermann. 
En 1809, il applique sa presse à l'illustration de son Répertoire des arts, de la littérature, du commerce, des manufactures, des modes et de la politique, qui paraît mensuellement jusqu'en 1829, date à laquelle quarante volumes ont paru. Thomas Rowlandson et d'autres artistes notables ont été contributeurs réguliers. Repository a documenté l'évolution de la mode classique dans la robe et les meubles de la Régence. Il a également introduit la mode des annuaires littéraires une fois populaires, commençant en 1823 avec Forget-Me-Not ; et il a publié beaucoup de volumes illustrés de topographie et de voyage, y compris Le Microcosme de Londres, Abbaye de Westminster, Le Rhin (1820) et Le monde en miniature.
Mort le 30 mars 1834, il a été enterré à St Clement Danes dans le Strand, Londres.